# 段乞特真
段乞特真（?—?），段部鲜卑首领段辽的儿子。338年，段辽派族弟段屈云攻打幽州，被后赵石虎打败。段辽表示降服后赵，段辽派儿子段乞特真向后赵石虎奉上降表，献上名马。